# Friedrich Gollert
Friedrich Gollert, född 2 december 1904 i Neuruppin, död 7 januari 1960 i Väst-Berlin, var en tysk promoverad jurist, nazistisk politiker och SS-officer. Från den 22 augusti 1944 till 1945 var han stabschef hos Ludwig Fischer, guvernör i distriktet Warschau i Generalguvernementet. 
Gollert var gift med Ilse Weissbrodt; paret fick tre barn. Gollert publicerade 1942 boken Warschau unter deutscher Herrschaft: Deutsche Aufbauarbeit im Distrikt Warschau.

## Utmärkelser
- Krigsförtjänstkorset av andra klassen: 26 oktober 1941
- Krigsförtjänstkorset av första klassen: 30 januari 1944
- Järnkorset av andra klassen: 22 augusti 1944
- Krigsförtjänstkorset av första klassen med svärd: oktober 1944